# 超技術
超技術是一個香港的足球術語，泛指一隊球員蓄意犯規推跌對方球員意圖阻止另一隊球員進攻，主要針對對方技術型球員（如美斯和尼馬等），或阻止對手可能造成入球的進攻。